# 서구 (1963년 부산 선거구)
서구는 대한민국의 옛 국회의원 선거구이다. 당시 부산시 서구 지역을 관할했다.

## 역사
1963년 1월, 경상남도 부산시가 정부 직할 부산시로 승격되면서 경상남도에서 분리되었다. 이와 함께 제6대 국회의원 선거를 앞두고 부산시 서구 갑, 부산시 서구 을 선거구가 통합되면서 서구 선거구가 신설되었다.
제9대 국회의원 선거를 앞두고 동구 선거구와 통합되어 서구·동구 선거구를 이루게 되면서 폐지되었다.

## 역대 국회의원
| 선거   | 정당 | 정당   | 의원   |
| ------ | ---- | ------ | ------ |
| 1963년 |      | 민정당 | 김영삼 |
| 1967년 |      | 신민당 | 김영삼 |
| 1971년 |      | 신민당 | 김영삼 |

## 역대 선거 결과

### 대한민국 제6대 국회의원 선거
|  | 41.65% |

|  | 38.85% |

|  | 12.40% |

|  | 2.93% |

|  | 2.08% |

|  | 1.59% |

|  | 0.47% |

### 대한민국 제7대 국회의원 선거
|  | 59.23% |

|  | 38.57% |

|  | 0.68% |

|  | 0.52% |

|  | 0.42% |

|  | 0.32% |

|  | 0.23% |

### 대한민국 제8대 국회의원 선거
|  | 63.17% |

|  | 34.83% |

|  | 0.89% |

|  | 0.55% |

|  | 0.34% |

|  | 0.18% |